# Línea 3 del Biotren
La Línea 3 del Biotren (administrativamente llamado Servicio Ferroviario hacia el norte de Concepción)es una propuesta línea del tren de cercanías chileno Biotren, de la ciudad de Concepción, Chile. Uniría la comuna de Concepción con la comuna de Penco, a través del antiguo Ramal Rucapequen-Concepción, que antiguamente solo era ocupado por trenes de carga hasta el Puerto Lirquén.

## Antecedentes
Durante el siglo XX, el Ramal Rucapequén-Concepción fue ocupado tanto para trenes de carga como para pasajeros. En el trayecto se construyeron diversas estaciones y paraderos para pasajeros, como por ejemplo en la comuna de Concepción se contó con la estación Andalién (entre calles Angol y Rengo) y el paradero Tucapel (a un costado de la calle homónima), en la comuna de Penco la estación homónima, Cerro Verde y Lirquén, en la comuna de Tomé estaba la estación Bellavista (o Carlos Werner), Playa, y Dichato; y así sucesivamente.
En la década de 1980, las políticas de recorte en la Empresa de los Ferrocarriles del Estado, implementadas durante la dictadura militar, y el mejoramiento de carreteras que permitió el desarrollo de líneas de taxibuses hacia y desde Concepción, implicaron la desaparición del transporte de pasajeros por el ramal, y luego el abandono de gran parte del trazado; manteniéndose solo el trazado entre Concepción y Lirquén, y entre Rucapequén y Nueva Aldea, en ambos casos solo para trenes de carga.
Sin embargo, con la creación del Biotren en 1999 y su reestructuración en 2005, así como los problemas de congestión vehicular en el Gran Concepción que surgieron durante la década del 2010, y que se extendieron hasta su punto álgido con el regreso a la presencialidad durante la pandemia de COVID-19 en 2021, hicieron que se tomara en consideración retomar el tránsito de pasajeros mediante el ferrocarril hacia la zona norte del área metropolitana, para descongestionar la Ruta 150 que conecta la comuna de Concepción con Penco y Tomé.

### Gestiones y estudios
En 2015 la Municipalidad de Penco solicitó a la subsecretaría de Transportes que se realizaran estudios para extender el Biotrén al norte, reuniones que inicialmente no prosperaron.

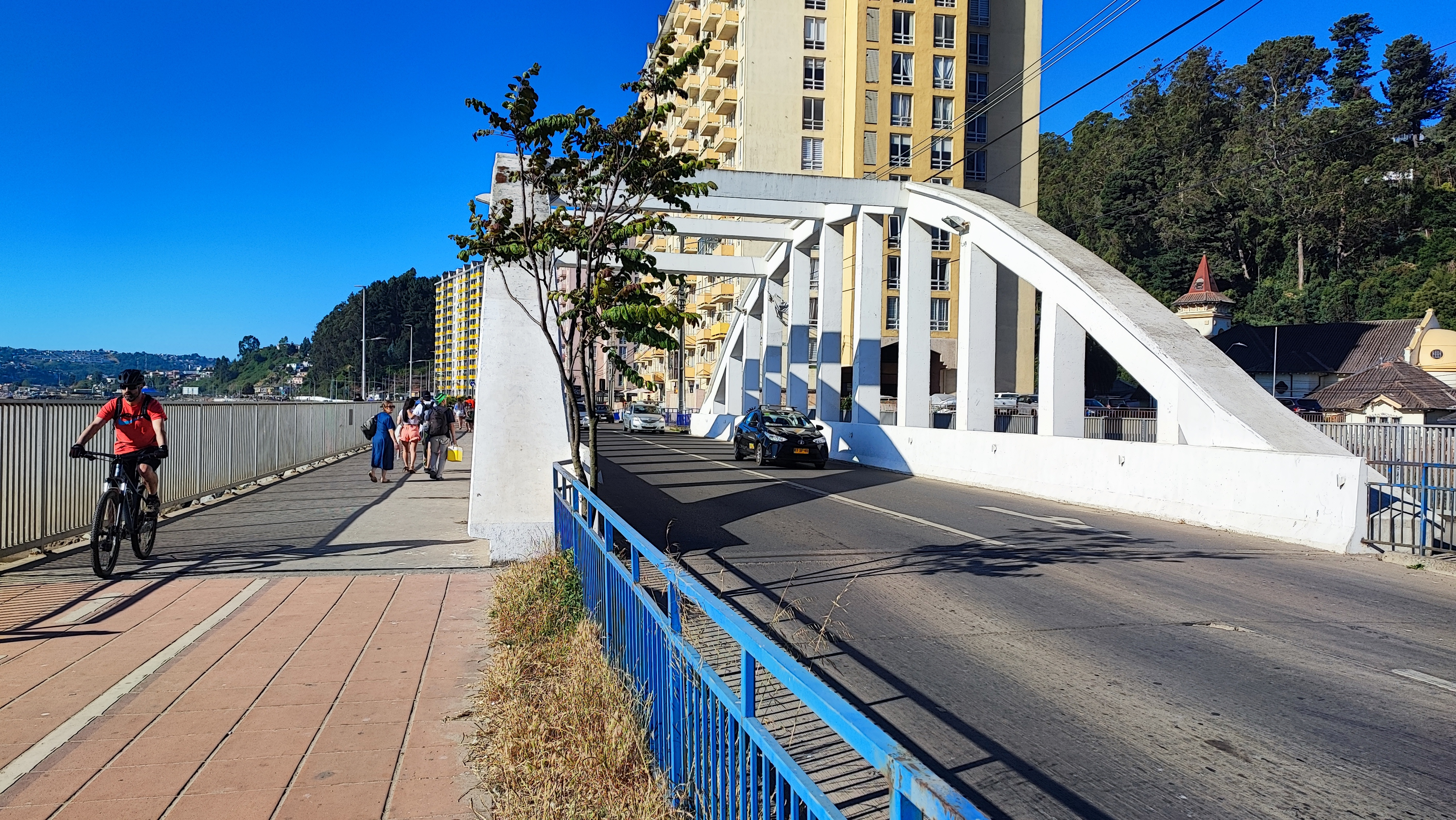
Puente vehícular sobre el Estero Bellavista (Tomé) donde antiguamente estuvo el puente ferroviario, que fue demolido en virtud del proyecto "Eje Vial Almirante Latorre", a principios de la década del 2010. Desde el municipio tomecino señalaron en 2018 que la futura línea 3 debe llegar a Tomé hasta en el borde de Playa Bellavista, y tal vez extenderse hasta la costanera (Dichato) o más allá.

En julio de 2018, el presidente del directorio de FESUR, Víctor Lobos, anunció los estudios para una extensión del Biotrén a Penco y Lirquén. No obstante, el alcalde de Tomé de ese entonces, Eduardo Aguilera, solicitó que en dichos estudios se contemple una extensión hasta la playa Bellavista de la comuna tomecina. En 2019 se anunció que la licitación de los estudios, que tendrían como plazo 18 meses y un costo de CL$250 millones, se haría a fines de año; adelantando que será una extensión de 16 kilómetros y al menos cuatro estaciones. Sin embargo, llegada la fecha, los estudios fueron pospuestos indefinidamente.
El 21 de julio de 2022, en plena crisis vial del Gran Concepción posterior al COVID-19, los alcaldes de Penco y Tomé, Victor Hugo Figueroa y Ivonne Rivas respectivamente, solicitaron a EFE Sur los estudios de que si es factible o no una extensión del Biotrén hacia sus comunas. Frente a ello, en agosto de 2022 el presidente del directorio de la filial de EFE Juan Antonio Carrasco confirmó la realización de estudios de extender el Biotren a Penco y Tomé, como parte de los estudios del "Acceso Ferroviario Norte a Concepción".
El 27 de octubre de 2022 se confirma por parte de EFE Sur que el proyecto de línea del Biotren hacia el norte del área metropolitana entraba en fase de estudio de Prefactibilidad con la apertura de la licitación para ello, considerando el inicio de los estudios en el primer semestre de 2023. Se menciona que el proyecto no solo incorpora el trazado hasta Lirquén, sino que tomará como posibilidad extenderse hacia Tomé e inclusive Dichato, por ser polo turístico.

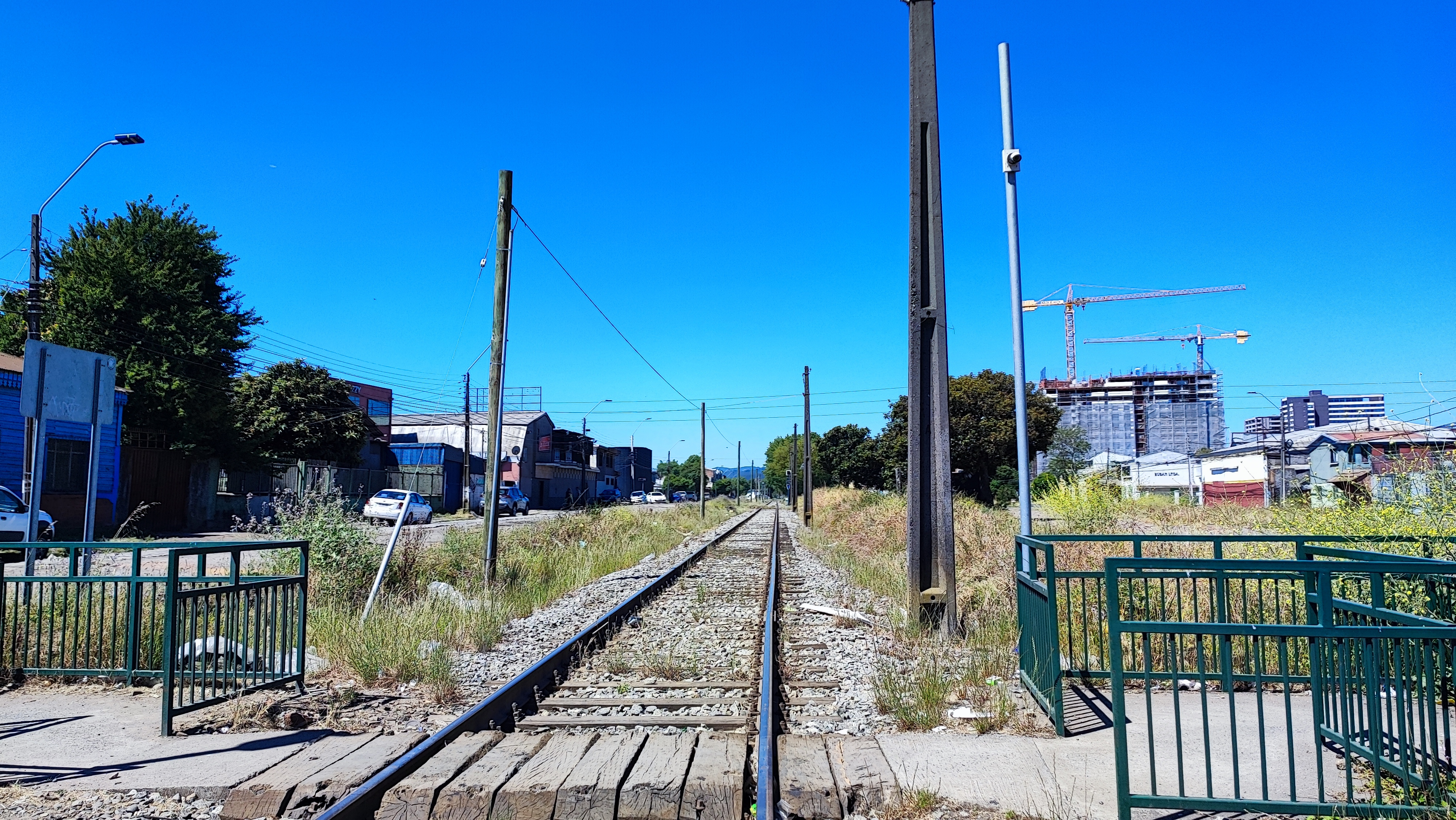
Línea férrea del ramal Rucapequén - Concepción, a la altura del cruce a nivel con calle Aníbal Pinto (Concepción). A la izquierda, bordeando la línea férrea, la calle Vicuña Mackenna. Este tramo será parte de la línea 3.

El 28 de enero de 2023, a través del "Tren Turístico" de EFE, se hizo el primer viaje de pasajeros en tren entre Concepción y Penco después de 40 años; lo que despertó entusiasmo frente a la idea de la eventual llegada del Biotren a la comuna.
El 12 de mayo de 2023 se anunció el comienzo del estudio de prefactibilidad para la extensión del Biotren hasta Lirquén, el cual durará 18 meses, y por primera vez se le denomina como "Línea 3". En el mismo anuncio se mencionó cuales serían las 5 probables estaciones, se destacó que el estudio se hará en concordancia con el estudio del "Acceso Ferroviario Norte a Concepción", y se proyectó su implementación en el año 2030. Finalmente, el proyecto se menciona como uno de los proyectos de interés del plan de inversión pública Más Movilidad, lanzado días antes por el Ministro de Transportes y Telecomunicaciones Juan Carlos Muñoz.
En abril de 2025 nació el Comité Ciudadano Pro Biotren a Penco-Lirquén, una organización social que buscará acelerar la llegada del servicio. En ese mismo mes concluyó el estudio de prefactibilidad.
El 15 de julio de 2025 se sesionó por primera vez la Mesa Técnica Intersectorial Biotren Penco–Lirquén, entregando detalles sobre la hoja de ruta del proyecto de Biotren a la comuna. Según el delegado presidencial del Biobío, Eduardo Pacheco, se planea licitar el proceso de ingeniería de detalle durante 2026, para que comience a ejecutarse a partir de 2027, por 24 meses. Se proyecta que las obras de construcción comiencen en 2030. Se señaló que el trazado se mantendrá sobre la actual vía férrea existente entre Concepción y Lirquén y son 8 las estaciones proyectadas, cuatro de ellas ubicadas en Concepción y las otras cuatro en Penco. Según Pacheco, una de las principales novedades reveladas en la reunión fue la reducción de plazos técnicos y administrativos. La alta calidad del estudio de prefactibilidad permitió eliminar la etapa de factibilidad, lo que acorta en al menos dos años el cronograma original. Además, el gerente de EFE Sur, Nelson Hernández, apuntó que el proyecto se enmarca en el Plan Maestro Ferroviario que se está desarrollando en la región del Biobío, que incluye obras como el nuevo Puente Ferroviario, el aumento de la capacidad del Biotren a Coronel y la extensión a Lota.

## Estaciones planificadas
Si bien originalmente en 2018 se habló de al menos cuatro estaciones, en el momento de que comenzó el estudio de prefactibilidad para la línea 3 en el año 2023 se señaló que tendría cinco estaciones nuevas para la red, las cuales serían:
| Estación (nombres usados en el estudio de prefactibilidad) | Inauguración | Acceso para discapacitados | Ubicación                            | Comuna     | Comb.                |
| ---------------------------------------------------------- | ------------ | -------------------------- | ------------------------------------ | ---------- | -------------------- |
| Concepción                                                 | 2005         | Acceso para discapacitados | Av. Padre Hurtado con Freire         | Concepción | Tren Talcahuano-Laja |
| Concepción Centro                                          | est. 2030    | Acceso para discapacitados | Av. Vicuña Mackenna con Av. Paicaví  | Concepción |                      |
| Andalien                                                   | est. 2030    | Acceso para discapacitados | Av. Vicuña Mackenna con Av. Andalién | Concepción |                      |
| Penco 1                                                    | est. 2030    | Acceso para discapacitados | Cochrane con Penco                   | Penco      |                      |
| Penco 2                                                    | est. 2030    | Acceso para discapacitados | Línea Férrea con Los Copihues        | Penco      |                      |
| Lirquén                                                    | est. 2030    | Acceso para discapacitados | Alcalde René Mendoza con Balmaceda   | Penco      |                      |

Sin embargo, la cantidad de estaciones, sus ubicaciones y nombres oficiales, variarán en virtud de los estudios de prefactibilidad y factibilidad del proyecto respectivamente, y de los procesos participativos del proyecto.
De acuerdo a lo anunciado por la Mesa Técnica ProBiotren en 2025, serían ocho estaciones nuevas:
| Estación (Ubicación)                                 | Inauguración   | Acceso para discapacitados | Comuna     | Comb.                |
| ---------------------------------------------------- | -------------- | -------------------------- | ---------- | -------------------- |
| Concepción                                           | 2005           | Acceso para discapacitados | Concepción | Tren Talcahuano-Laja |
| Rengo (calle Rengo, en la antigua estación Andalién) | est. 2030-2031 | Acceso para discapacitados | Concepción |                      |
| Tucapel/Paicaví                                      | est. 2030-2031 | Acceso para discapacitados | Concepción |                      |
| Barrio Norte                                         | est. 2030-2031 | Acceso para discapacitados | Concepción |                      |
| Andalién (en la salida del puente Andalién)          | est. 2030-2031 | Acceso para discapacitados | Concepción |                      |
| Cosmito                                              | est. 2030-2031 | Acceso para discapacitados | Penco      |                      |
| Penco Centro                                         | est. 2030-2031 | Acceso para discapacitados | Penco      |                      |
| Cerro Verde Bajo                                     | est. 2030-2031 | Acceso para discapacitados | Penco      |                      |
| Plaza Lirquén                                        | est. 2030-2031 | Acceso para discapacitados | Penco      |                      |

Si contamos otras estaciones (teorizadas y la estación en la Playa Bellavista que menciono el alcalde de Tomé de ese entonces, Eduardo Aguilera), serian 5 nuevas estaciones:
| Estación (nombres teorizados)                                                                             | Inauguración   | Acceso para discapacitados | Comuna         |
| --- | -------------- | -------------------------- | -------------- |
| Punta de Parra (en Playa Punta de Parra; teoría)                                                          | est. 2030-2031 | Acceso para discapacitados | Punta de Parra |
| Playa Bellavista (en Playa Bellavista; dicha por el alcalde de Tomé, Eduardo Aguilera                     | est. 2030-2031 | Acceso para discapacitados | Tomé           |
| Tomé (Avenida Latorre, en la antigua estación Tomé; teoría)                                               | est. 2030-2031 | Acceso para discapacitados | Tomé           |
| Frutillares (Alberto Vergara con Tucapel; teoría)                                                         | est. 2030-2031 | Acceso para discapacitados | Tomé           |
| Dichato (Av. Villarica en la antigua estación Dichato; terminal si es que se llegase a extender más allá) | est. 2030-2031 | Acceso para discapacitados | Dichato        |